# Valdemarsvik
För andra betydelser, se Valdemarsvik (olika betydelser).
Valdemarsvik är en tätort i Östergötlands län samt centralort i Valdemarsviks kommun. Större delen av tätorten är belägen i Östergötland, en mindre del i Småland. Sommartid förvandlas orten till en turiststad med många båtåkande besökare här och i närbelägna Gryts skärgård.

## Geografi
Valdemarsvik ligger vid Valdemarsviken, som ger orten förbindelse med Östersjön. Väg E22 passerar nära orten, som ligger fem mil söder om Norrköping och sex mil norr om Västervik. Genom orten flyter Vammarsmålaån, som i sitt nedre lopp utgör gräns mellan Östergötland och Småland.

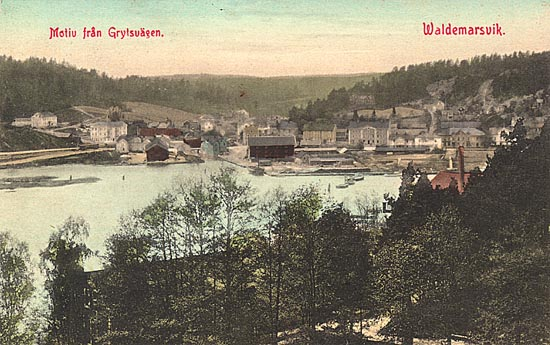
Vykort från 1913. I den bortre delen av bilden syns Vammarsmålaåns dalgång och utlopp till Valdemarsviken.

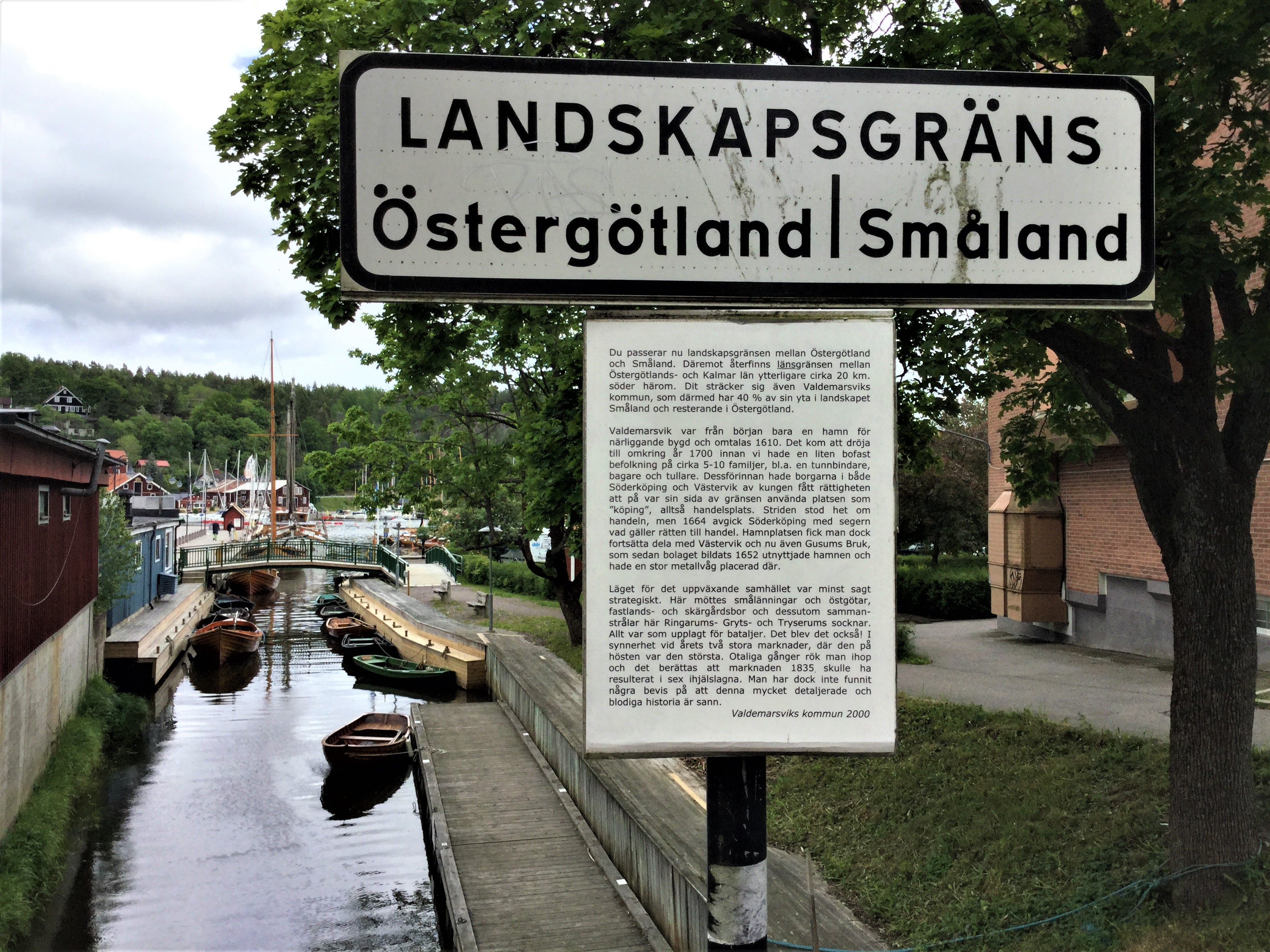
Gränsen mellan Östergötland och Småland, markerad med en skylt vid Smålandsbron, som löper över Vammarsmålaån nära dess utlopp till havet i den innersta delen av Valdemarsviken.

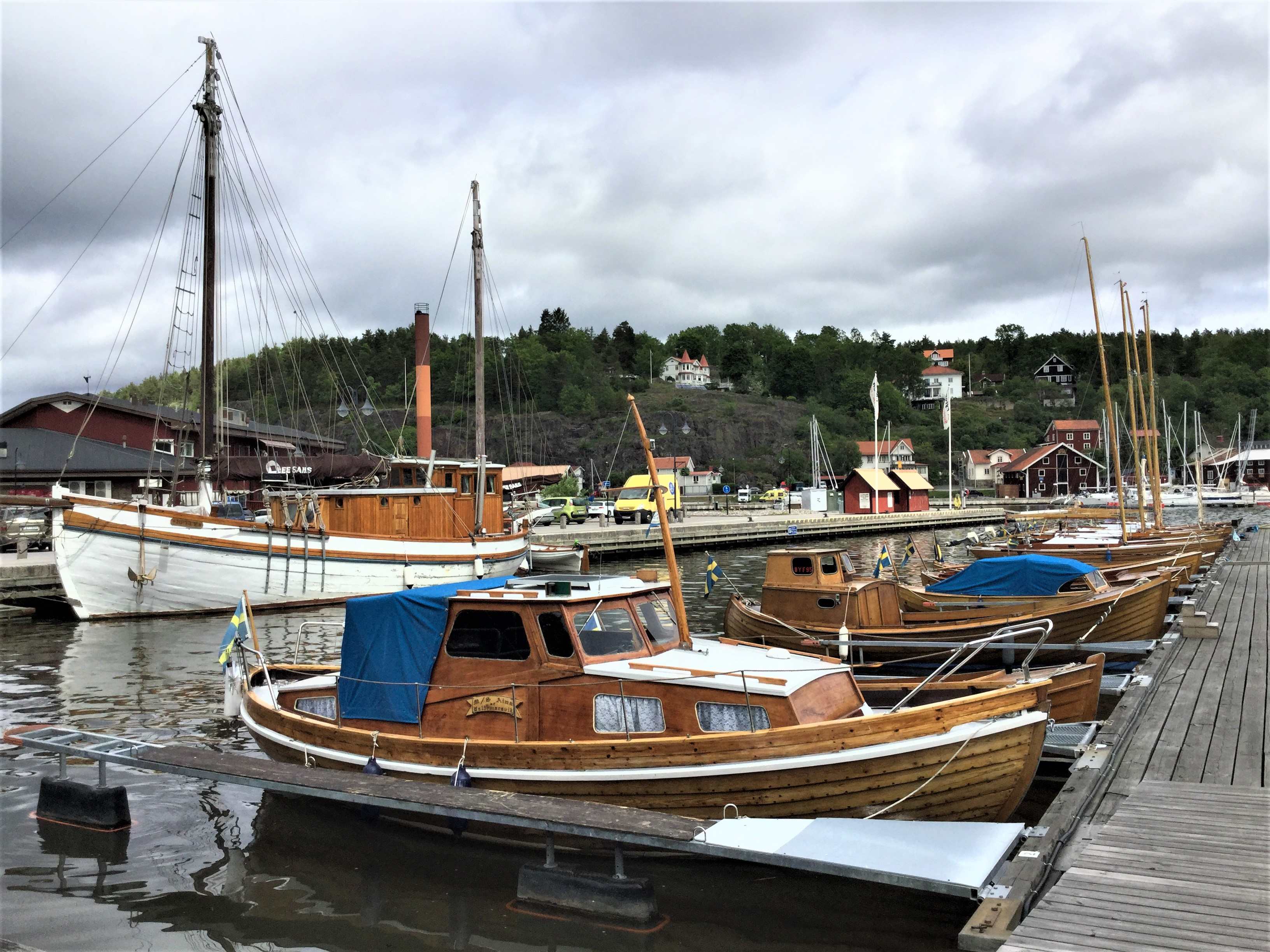
Båtar tillhörande Waldemarsviks Träbåtsförening i Valdemarsviks hamn.

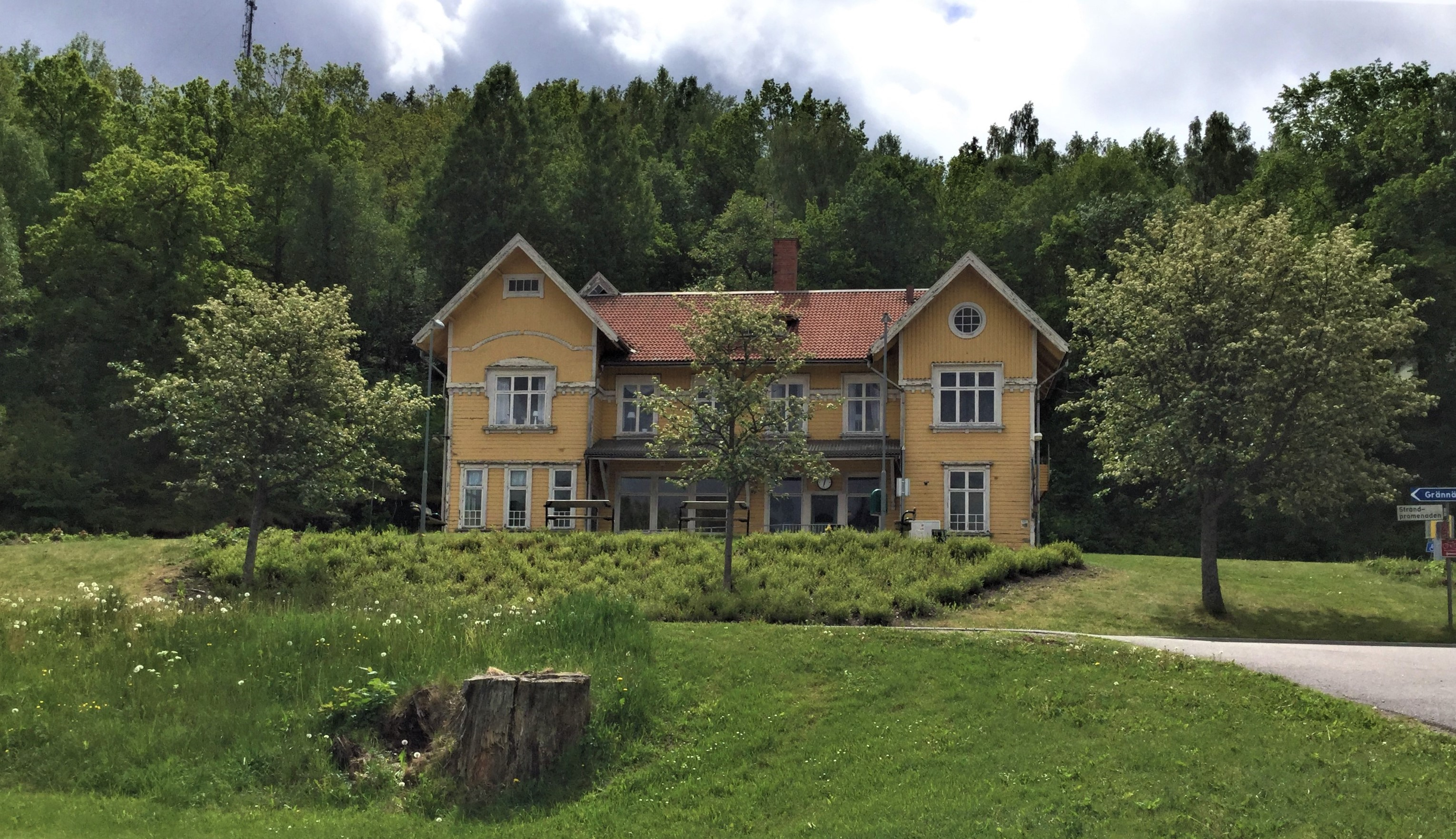
Tidigare stationsbyggnad i hamnområdet, ritad av Teodor Folcke 1904.

## Historia
Det första omnämnandet om platsen, då under namnet Wagmare, finns i ett pergamentsbrev från 1392 i Borkhults arkiv.
Ortnamnet stavades Wallmarswijk 1644 och 
Wamalswijk 1652. Förleden innehåller Vammar (j Wagmare 1383), 
namn på en by vid dagens tätort. I bynamnets förled in-
går dialektordet våg "vik, utbuktning (av fjärd, älv osv.)", 
fsv. vagher Efterleden är mar "grund och sumpig vik" 
o.d. Namnet Vammar har äldst syftat på Valdemarsvikens 
nu uppgrundade förlängning vid byn. Äldre former av 
tätortsnamnet går igen i vår tids dialektuttal, t.ex. "Val-
mersvik", "Vammarsvik", med anslutning till ordet vad-
mal. Den felaktiga anknytningen till mansnamnet Valde-
mar kan spåras tillbaka till 1600-talets slut och 1700-ta-
let (Waldmars-W(ik 1698, Waldemarswik 1766).
Valdemarsvik fick 1647 rättigheter som lydköping under Västerviks stad och Söderköpings stad. Senare blev man friköping.
Valdemarsvik var slutstation på Norrköping–Söderköping–Vikbolandets Järnväg fram till banans nedläggning 1966. Stationshuset ritades 1904 av arkitekt Teodor Folcke och stod klart 1905, inför invigningen året därpå av järnvägslinjen, som anslöt staden till Norrköping. Byggnaden, som senare byggts om, har ett mycket högt kulturhistoriskt värde.

### Administrativa tillhörigheter
Valdemarsvik var och är beläget i Ringarums socken och blev trots att det var en köping inte en köpingskommun vid kommunreformen 1862 utan kom att ingå i Ringarums landskommun. Valdemarsvik med kringområde utbröts 1914 ur landskommunen och bildade Valdemarsviks köping som 1971 uppgick i Valdemarsviks kommun där Valdemarsvik sedan dess är centralort.
I kyrkligt hänseende tillhör orten sedan 1 maj 1919 Valdemarsviks församling, efter att dessförinnan ha ingått i Ringarums församling.
Orten ingick till 1894 i Hammarkinds tingslag, därefter till 1903 i Hammarkind med Stegeborgs tingslag och sedan till 1971 i Hammarkinds och Skärkinds tingslag. Sedan 1971 ingår Valdemarsvik i Norrköpings domsaga.

### Befolkningsutveckling
| Befolkningsutvecklingen i Valdemarsvik 1950–2020 | Befolkningsutvecklingen i Valdemarsvik 1950–2020 | Befolkningsutvecklingen i Valdemarsvik 1950–2020 | Befolkningsutvecklingen i Valdemarsvik 1950–2020 | Befolkningsutvecklingen i Valdemarsvik 1950–2020 |
| ------------------------------------------------ | ------------------------------------------------ | ------------------------------------------------ | ------------------------------------------------ | ------------------------------------------------ |
|                                                  |                                                  |                                                  |                                                  |                                                  |
| År                                               |                                                  |                                                  | Folkmängd                                        | Areal (ha)                                       |
| 1950                                             | 1950                                             |                                                  | 3 376                                            |                                                  |
| 1960                                             | 1960                                             |                                                  | 3 038                                            |                                                  |
| 1965                                             | 1965                                             |                                                  | 3 437                                            |                                                  |
| 1970                                             | 1970                                             |                                                  | 3 545                                            |                                                  |
| 1975                                             | 1975                                             |                                                  | 3 558                                            |                                                  |
| 1980                                             | 1980                                             |                                                  | 3 615                                            |                                                  |
| 1990                                             | 1990                                             |                                                  | 3 250                                            | 285                                              |
| 1995                                             | 1995                                             |                                                  | 3 180                                            | 285                                              |
| 2000                                             | 2000                                             |                                                  | 2 954                                            | 287                                              |
| 2005                                             | 2005                                             |                                                  | 2 885                                            | 288                                              |
| 2010                                             | 2010                                             |                                                  | 2 772                                            | 289                                              |
| 2015                                             | 2015                                             |                                                  | 2 685                                            | 265                                              |
| 2020                                             | 2020                                             |                                                  | 2 751                                            | 265                                              |
|                                                  |                                                  |                                                  |                                                  |                                                  |

## Näringsliv
Garveriet i Valdemarsvik var fram till 1960-talet Sveriges största garveri. Det grundades av släkten Lundberg, som också stod som ägare fram till nedläggningen. Ett muddringsprojekt med syfte att rena viken från krom- och kvicksilverrester efter garveriverksamheten genomfördes av kommunen åren 2012-2015.
År 1961 förlade Abene sin produktion till Valdemarsvik.

### Bankväsende
Valdemarsviks sparbank grundades år 1905 och är alltjämt en fristående sparbank. År 1998 övertogs Föreningsbanken i Valdemarsvik.
Kalmar enskilda bank öppnade ett avdelningskontor i Valdemarsvik på 1870-talet. Denna bank övertogs senare av Bankaktiebolaget Södra Sverige, senare Handelsbanken. På 1910-talet etablerade Göteborgs bank ett kontor i Valdemarsvik. Detta kontor fördes 1949 över till Skandinaviska banken.
År 1981 tog Östgötabanken över Handelsbankens kontor i Valdemarsvik. Då var Skandinaviska bankens kontor redan indraget. Senare lade även Östgötabanken ner i Valdemarsvik. 

## Föreningsliv och evenemang
Waldemarsviks Träbåtsförening arrangerar årligen Waldemarsviksrodden,en tävling mellan Östergötland och Småland i klassiska träbåtar. Föreningen bedriver sin verksamhet vid Storängen, ett område där det tidigare funnits en trävaruhandel och hyvleri.Sommartid finns båtarna i Valdemarsviks hamn. 
Karnebåtfestivalen är ett annat, årligen återkommande evenemang. Efter två års uppehåll på grund av Coronapandemin återkom Karnebåtsfestivalen 2022.

## Sport
Valdemarsvik har sedan år 2000 en ishall, Sparbankshallen, där WIF Hockey spelar. 

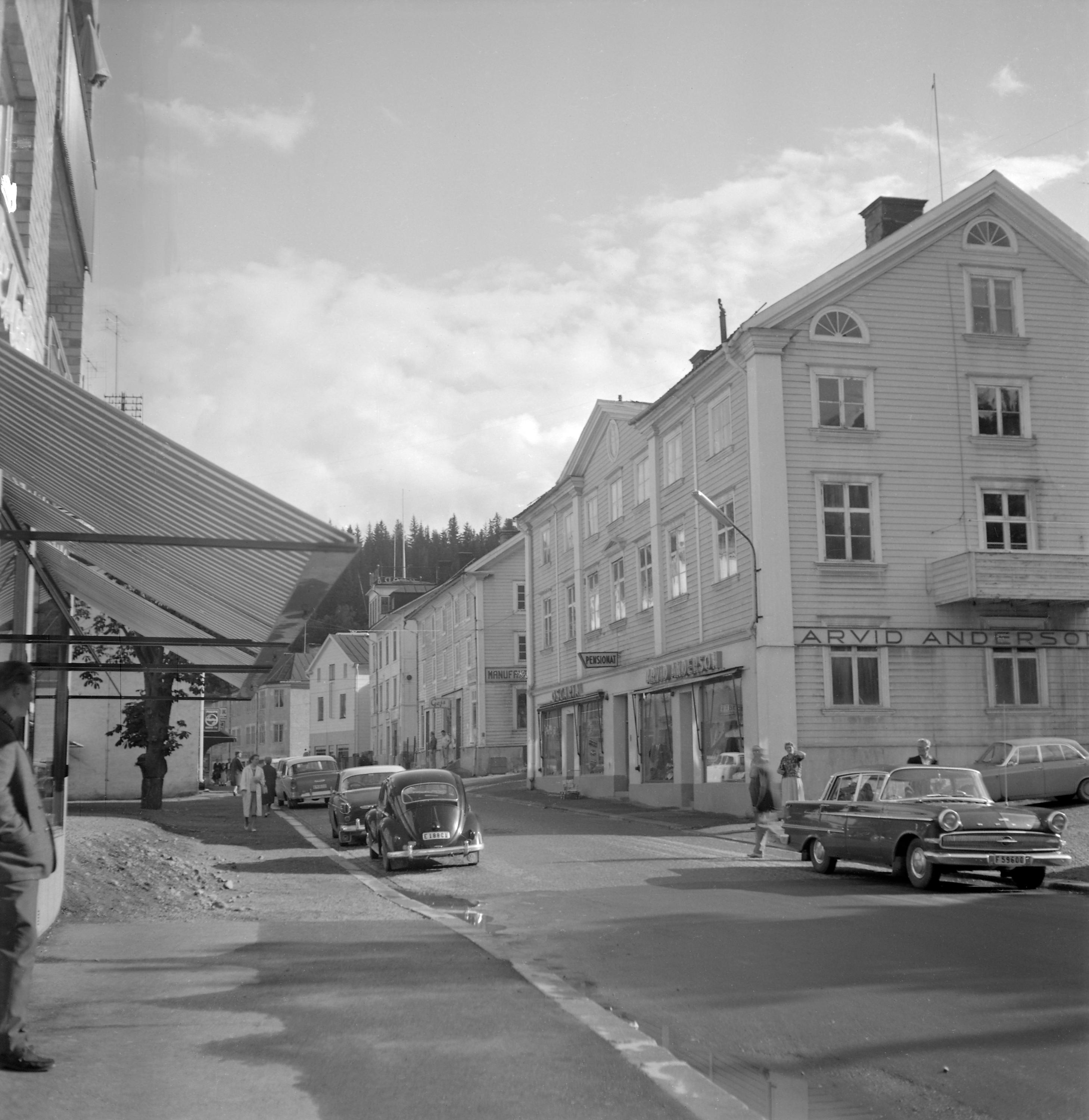
Parti av Storgatan 1962. Inom kort kommer trähusen på höger sida att rivas och ersättas med tidstypiska affär- och bostadskomplex. Närmast ses vad samtiden kallade Centrumhuset, byggnaden var uppförd 1849.

Fotbollssektionen spelar i division 4 Östergötland. Fotbollsspelaren Nils Liedholm kommer från Valdemarsvik. Stig ”Vammar” Gustavsson, allsvensk guldvinnare med IFK Norrköping, Niclas Forsberg, superettaspelare med Åtvidabergs FF och Elin Hammarman, damallsvenskan med Kenty/Linköpings FC och AIK är fostrade i Valdemarsviks IF.

## Personer med anknytning till orten

### Döda
- Evelyn Forssberg, svensk kvinnosakskvinna
- Karl Forssberg (1860-1937), disponent
- S.P. Forssberg (1821-1907), godsägare
- Bengt Gustaf Bredberg (1797–1873), kemist och metallurg
- Helmer Gustavson (1938–2018), runolog
- Arvid Hellebladh (1902–1984), kommunalkamrer och socialdemokratisk politiker
- Johannes Wikström (1804-1847), grosshandlare
- Nils Lindstrand (1869–1958), fabrikör och socialdemokratisk riksdagspolitiker
- Nils Liedholm (1922–2007), fotbollsspelare och tränare
- Karl Lundberg (1873–1939), verkställande direktör för Lundbergs läderfabrik
- Carl Johan Lundberg (1843–1897), garvare och grundare av C J Lundbergs Läderfabrik
- Walter Lundberg (1877-1930), Fabrikschef på C J Lundbergs läderfabrik
- Sven Lundberg (1899–1947),  VD för C. J. Lundbergs läderfabriks AB
- Ernst Malmberg (1867–1960), skriftställare och konstnär
- Gustaf Malmberg (1870–1955), präst
- Klas Odén (1846–1910), statistiker och biograf
- Martin Stenman (1919–1973), konstnär
- Kerstin Lundberg-Stenman (1926–2007), konstnär
- Östen Wikström (1750-1807), skeppare

### Levande
- Bo G. Andersson (1953–), journalist
- Ingvar Skogsberg (1937–), regissör
- Jan-Åke Jonsson (1951–), företagsledare
- Lena Ek, (1958-) politiker, fd miljöminister, Centerpartiet
- Tom Sjöstedt, (1975 –) kock, Årets kock 2008
- Sofie Sarenbrandt, (1978 – ), författare
- Louise Winblad (1981–), illustratör, författare
- Veronica Magnusson (1981–),  fackförbundsordförande, Vision
- Bruno Mitsogiannis (1985 –), artist
- Gustav Kasselstrand (1987–), partiledare Alternativ för Sverige
- Jonathan Andersson  (1993 –), ishockeyspelare
- Magnus Ek, (1994-) politiker, Centerpartiet

## Bilder

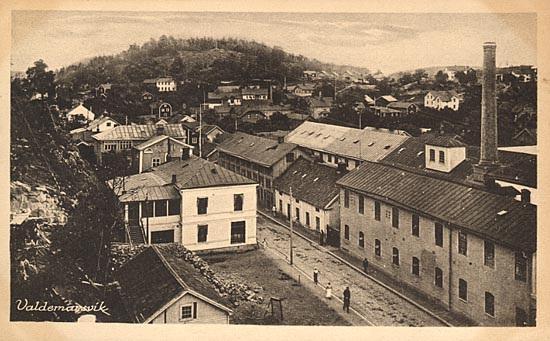
Fotografi från 1923.
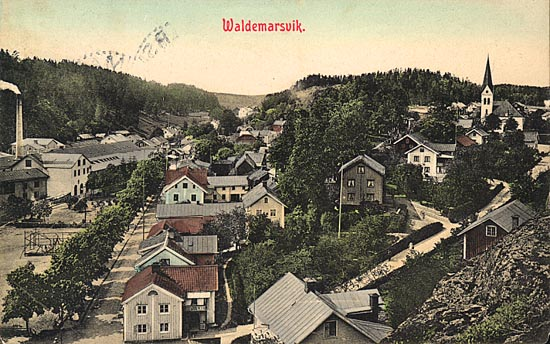
Vykort över tätorten 1912.
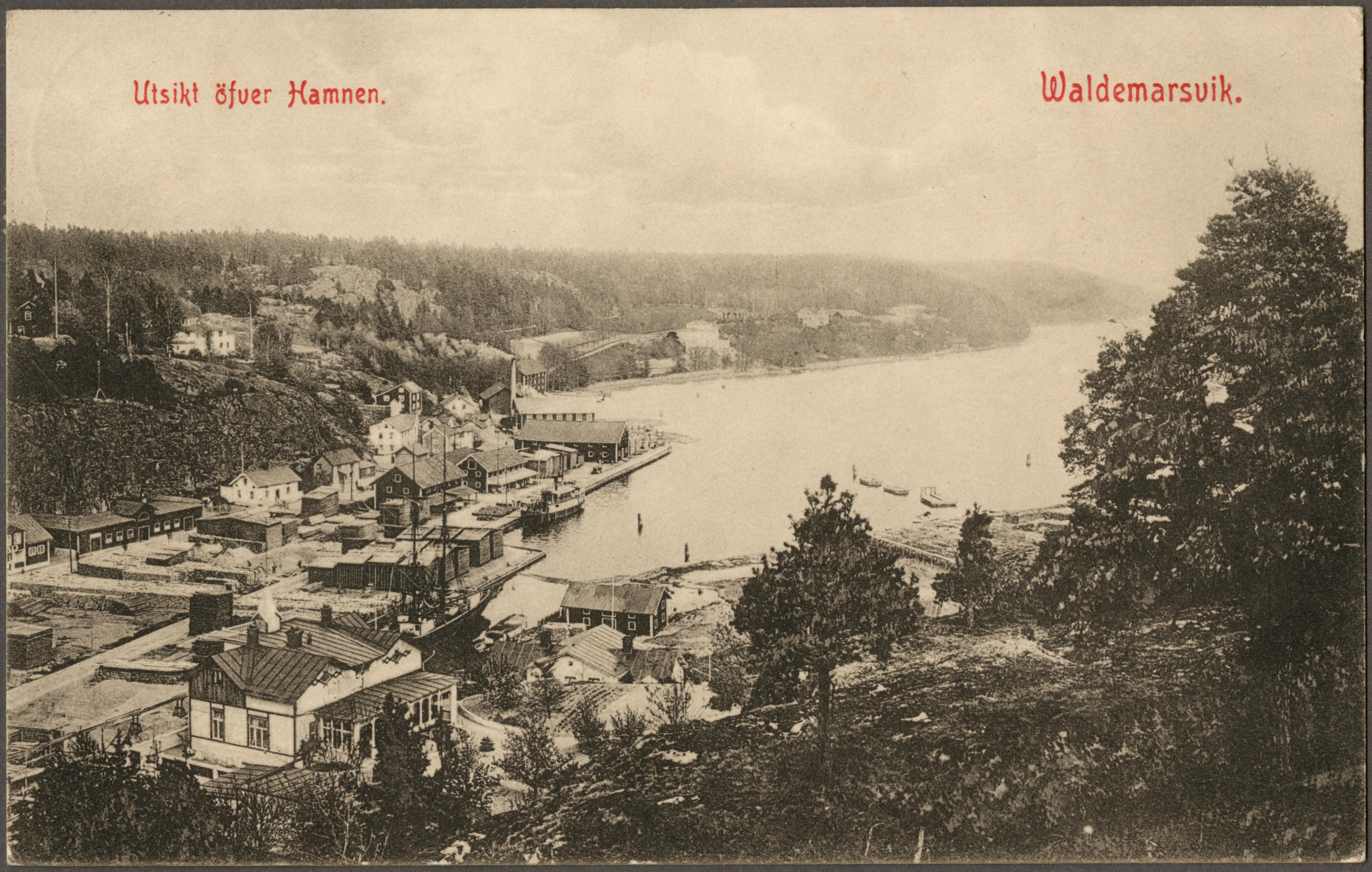
Vykort över tätorten 1910.
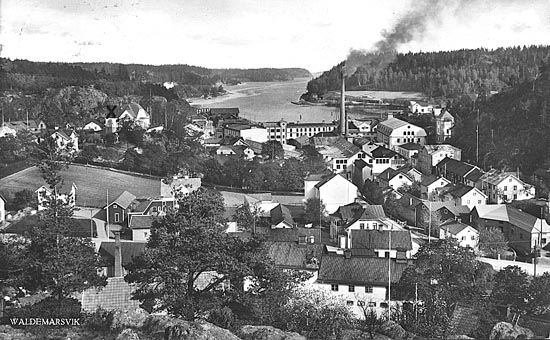
Vykort över tätorten 1929.
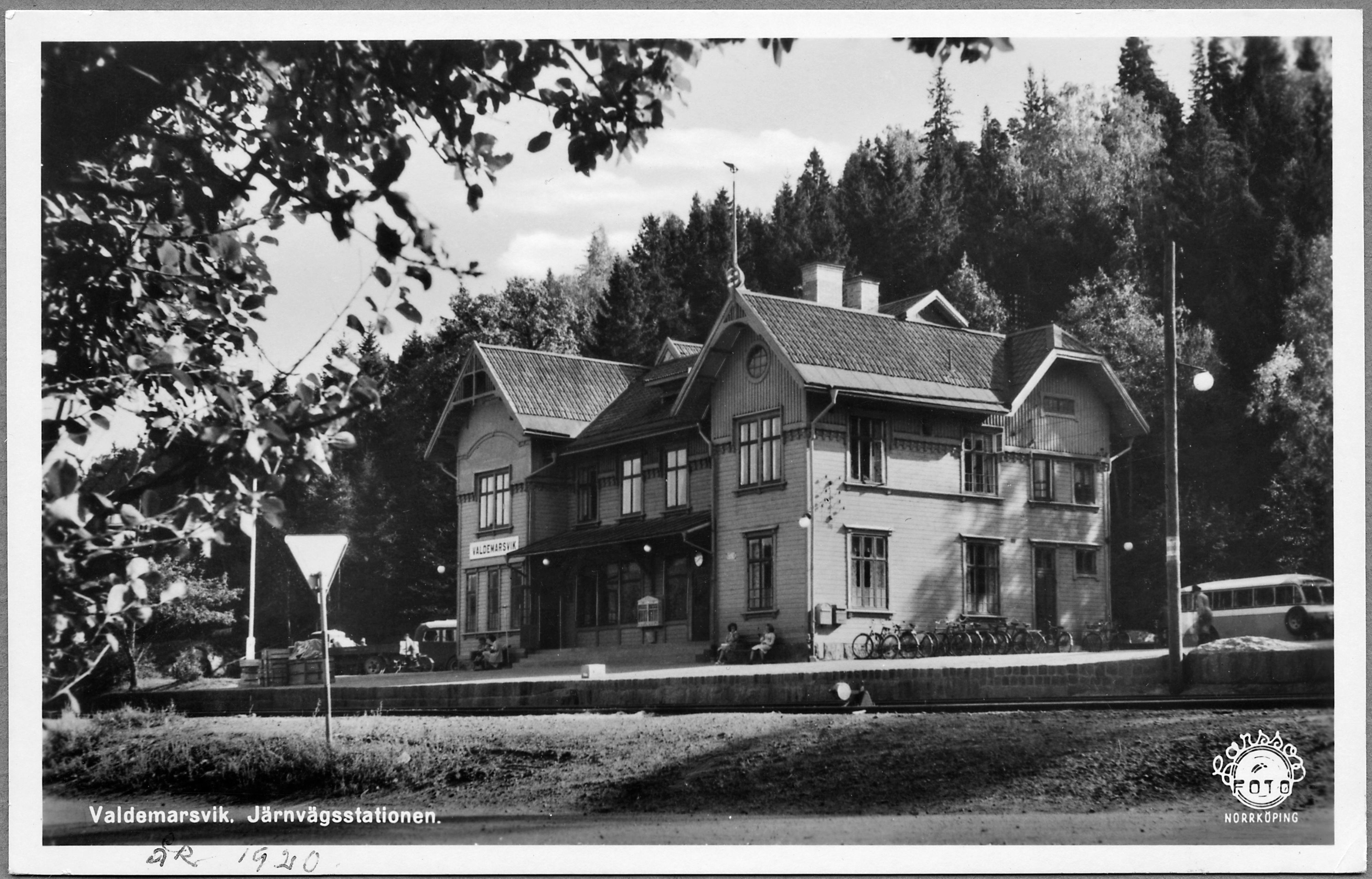
Stationen 1920
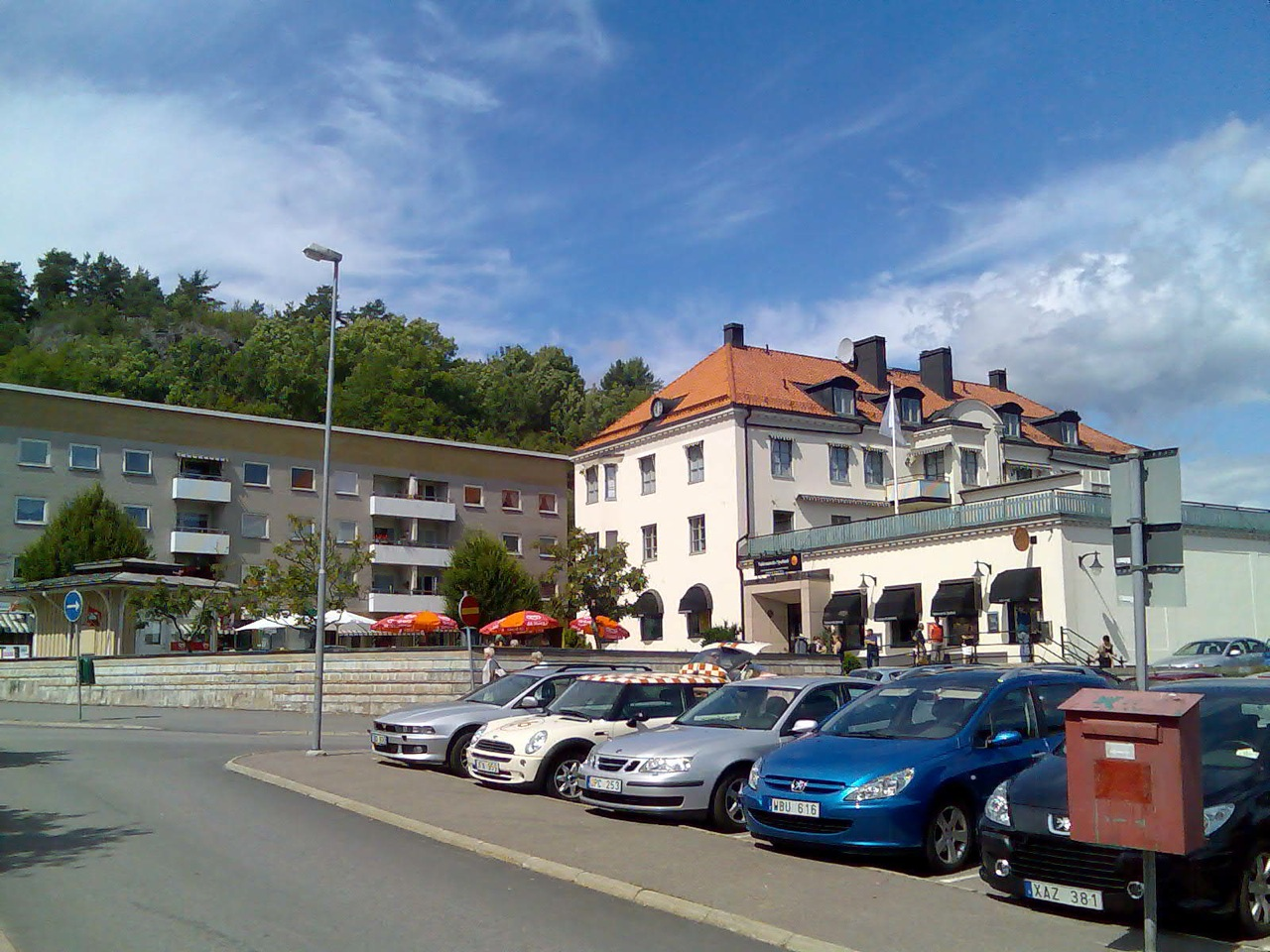
Sparbankstorget 2007.
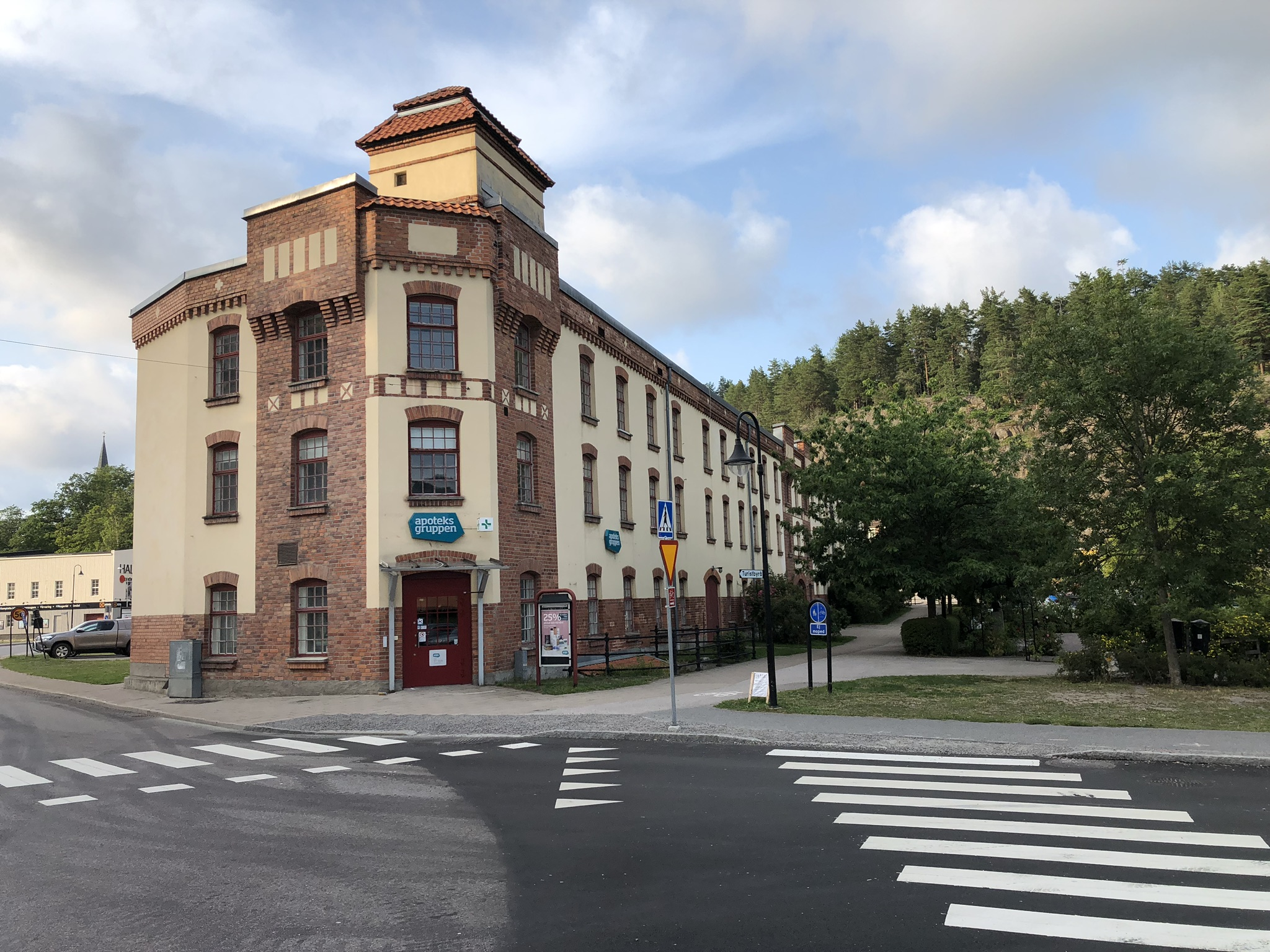
Lundbergs läderfabrik.